# Radu Nunweiller
Radu Nunweiller (16 de novembro de 1944) é um ex-futebolista romeno que competiu na Copa do Mundo FIFA de 1970.